# 中丸町 (名古屋市)
中丸町（ちゅうまるちょう）は、愛知県名古屋市北区の町名。通称として「なかまるちょう」とも。現行行政地名は中丸町1丁目から中丸町3丁目。住居表示未実施。

## 地理
名古屋市北区西部に位置し、西は西区又穂町に接する。東は金城町、南は平手町、北は光音寺町。西から順に一丁目から三丁目が配される。かつては大部分を工業用地が占めていたが、現在は西部には中丸団地、南部にアーバニア志賀公園といった団地が所在する住宅地となっている。

## 歴史

### 地名の由来
旧萩野村大字光音寺の字名より採られた。光音寺耕地整理の完成により1945年1月1日成立。「中丸」自体の由来は未詳という。

### 沿革
- 1942年（昭和17年） - 西区稲生町の一部より西区中丸町として成立[1]。
- 1945年（昭和20年）1月1日 - 北区光音寺町字彦治河戸・中須・中丸・高屋田・水草および西志賀町字機場・地蔵堂・揚戸の各一部より北区中丸町として成立[4]。
- 1956年（昭和31年）7月13日 - 西区との境界変更に伴い、西区中丸町を1丁目へ編入し、現在の町域となる[4]。

### 史跡
- 志賀公園遺跡

## 世帯数と人口
2019年（平成31年）1月1日現在の世帯数と人口は以下の通りである。
| 町丁   | 世帯数    | 人口    |
| ------ | --------- | ------- |
| 中丸町 | 1,602世帯 | 2,998人 |

### 人口の変遷
国勢調査による人口の推移
| 2000年（平成12年） | 2,513人 | [ WEB 5 ] |  |
| 2005年（平成17年） | 2,751人 | [ WEB 6 ] |  |
| 2010年（平成22年） | 3,044人 | [ WEB 7 ] |  |
| 2015年（平成27年） | 2,921人 | [ WEB 8 ] |  |

## 学区
市立小・中学校に通う場合、学校等は以下の通りとなる。また、公立高等学校に通う場合の学区は以下の通りとなる。
| 番・番地等 | 小学校               | 中学校               | 高等学校 |
| ---------- | -------------------- | -------------------- | -------- |
| 全域       | 名古屋市立光城小学校 | 名古屋市立志賀中学校 | 尾張学区 |

## 交通

### 鉄道
町域内に鉄道は通っていない。

### バス
- 名古屋市営バス（名古屋市交通局）
  - 中丸町停留所  - 栄11系統（栄 - 平田住宅・如意住宅）
平日朝に1本のみこの停留所始発栄行きのバスがある。

## 施設
- 都市再生機構中丸団地

東洋整機の工場跡に整備された集合住宅。1971年（昭和46年）度に整備された。733戸。
- 都市再生機構アーバニア志賀公園
- 名古屋市立志賀中学校
- 光城コミュニティセンター
- 中日信用金庫光城支店
- 名鉄ゴールデン航空名古屋支店

- 中丸団地
- アーバニア志賀公園
- 志賀中学校
- 光城コミュニティセンター
- キャッスルボウル
- 中日信用金庫光城支店
- 名鉄運輸名北支店

## その他

### 日本郵便
- 郵便番号 : 462-0056[WEB 2]（集配局：名古屋北郵便局[WEB 11]）。

### WEB
1. 1 2  “町・丁目(大字)別、年齢(10歳階級)別公簿人口(全市・区別)”.   名古屋市 (2019年1月23日). 2019年1月23日閲覧。
2. 1 2  “郵便番号”.  日本郵便. 2019年1月6日閲覧。
3. ↑  “市外局番の一覧”.   総務省. 2019年1月6日閲覧。
4. ↑  名古屋市役所市民経済局地域振興部住民課町名表示係 (2015年10月21日). “北区の町名一覧”.   名古屋市. 2017年10月7日閲覧。
5. ↑  名古屋市役所総務局企画部統計課統計係 (2005年7月1日). “（刊行物）名古屋の町(大字)・丁目別人口 (平成12年国勢調査) 北区” (xls). 2017年10月8日閲覧。
6. ↑  名古屋市役所総務局企画部統計課統計係 (2007年6月29日). “平成17年国勢調査　名古屋の町(大字)別・年齢別人口 北区” (xls). 2017年10月8日閲覧。
7. ↑  名古屋市役所総務局企画部統計課統計係 (2012年6月29日). “平成22年国勢調査　名古屋の町(大字)別・年齢別人口 北区” (xls). 2017年10月8日閲覧。
8. ↑  名古屋市役所総務局企画部統計課統計係 (2017年7月7日). “平成27年国勢調査　名古屋の町(大字)別・年齢別人口” (xls). 2017年10月8日閲覧。
9. ↑  “市立小・中学校の通学区域一覧”.   名古屋市 (2018年11月10日). 2019年1月14日閲覧。
10. ↑  “平成29年度以降の愛知県公立高等学校（全日制課程）入学者選抜における通学区域並びに群及びグループ分け案について”.   愛知県教育委員会 (2015年2月16日). 2019年1月14日閲覧。
11. ↑  郵便番号簿 平成29年度版 - 日本郵便. 2019年01月06日閲覧 (PDF)

### 文献
1. 1 2  「角川日本地名大辞典」編纂委員会 1989, p. 834.
2. ↑  「角川日本地名大辞典」編纂委員会 1989, p. 1452.
3. 1 2 3  名古屋市北区役所市民室 1979, p. 17.
4. 1 2  名古屋市北区役所市民室 1979, p. 61.
5. ↑  北区制50周年記念事業実行委員会 1994, p. 465.

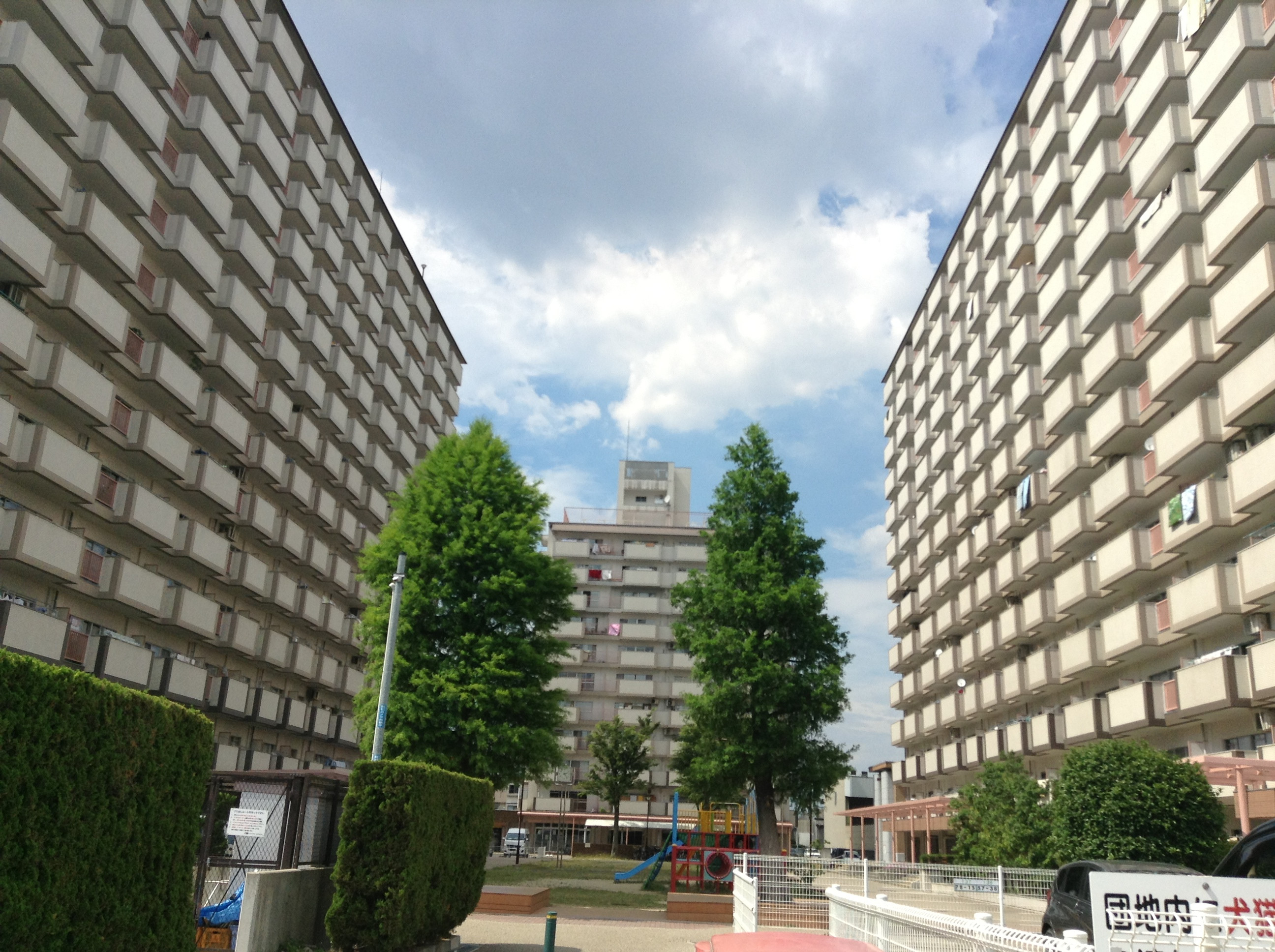
中丸団地
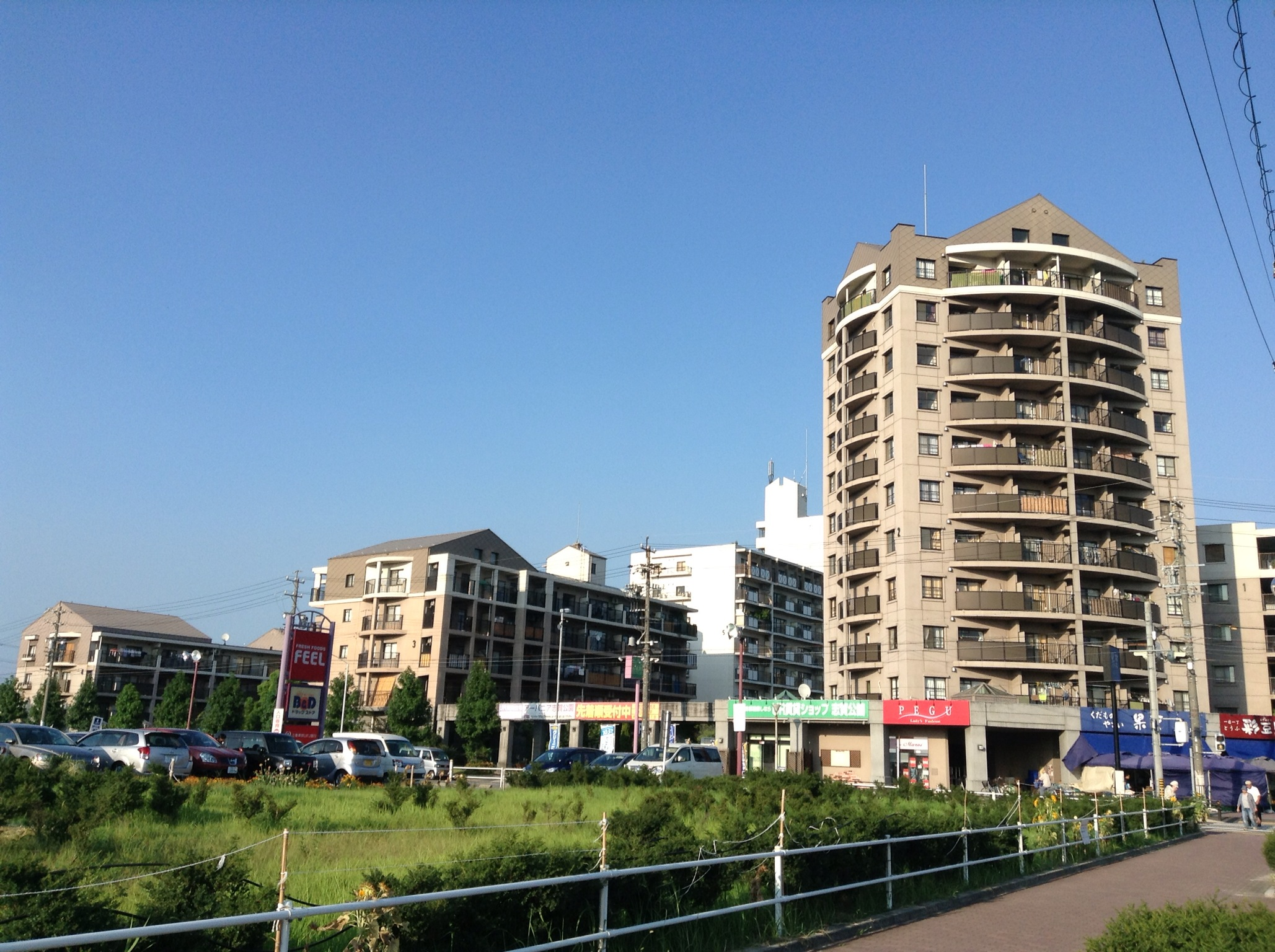
アーバニア志賀公園
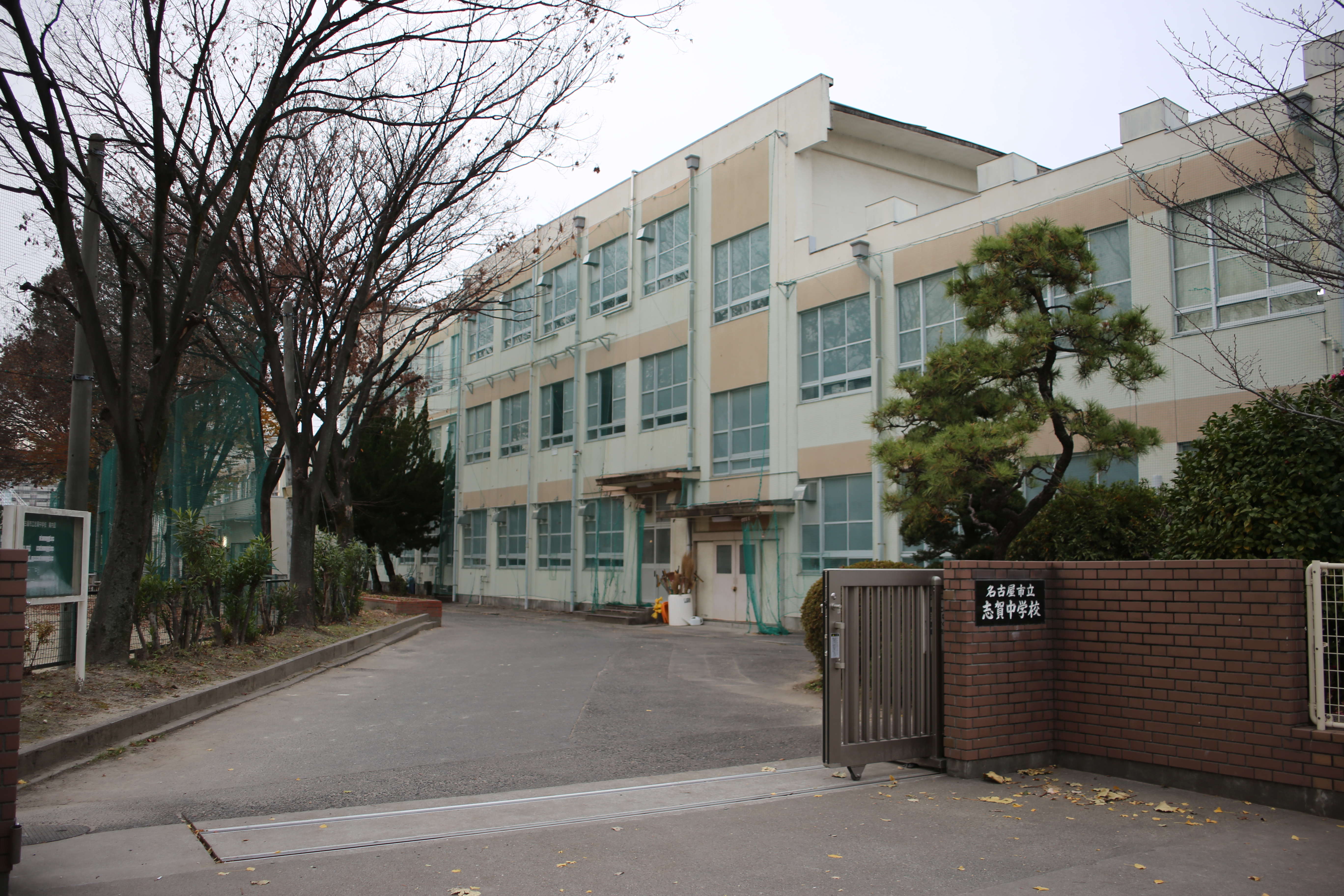
志賀中学校
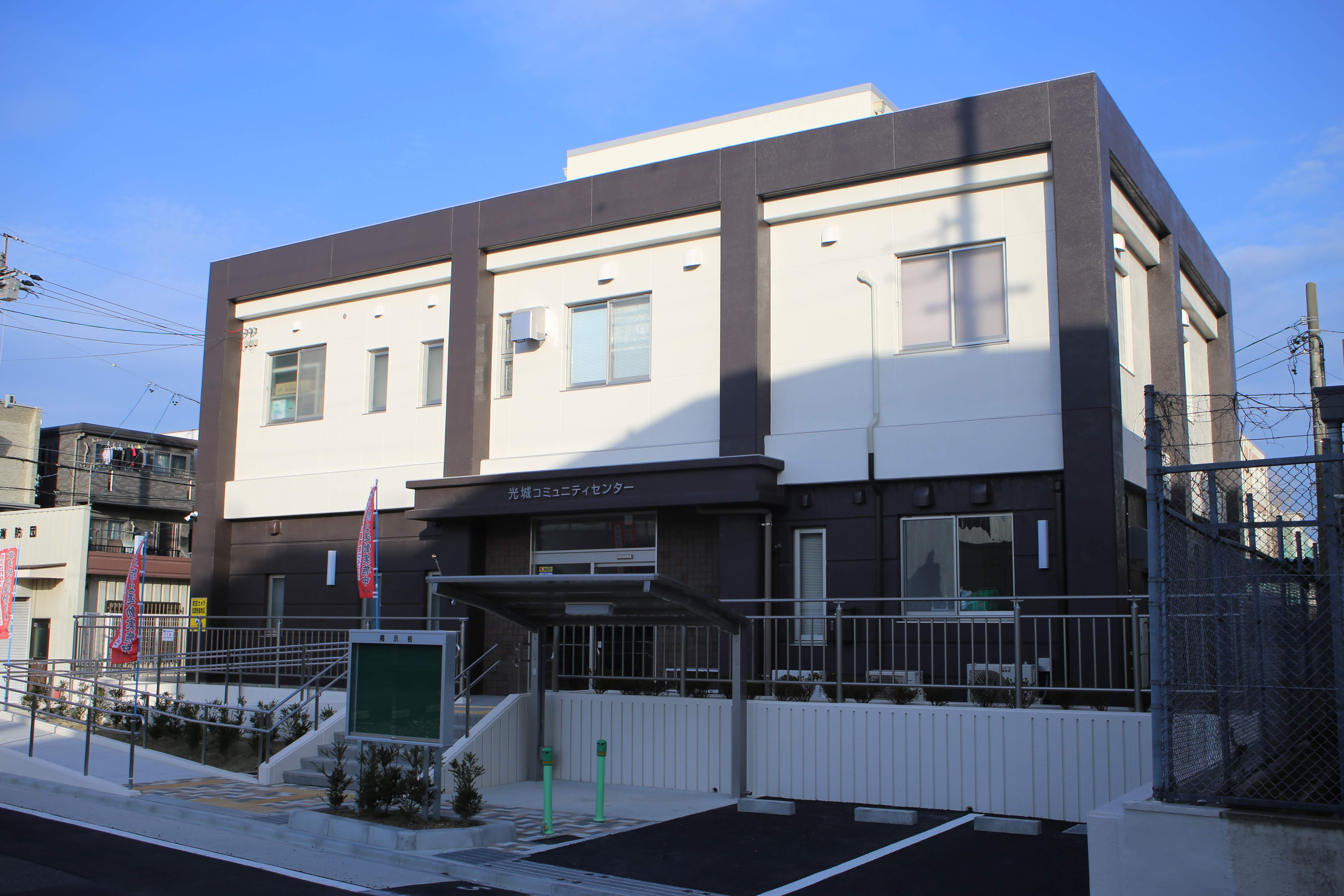
光城コミュニティセンター
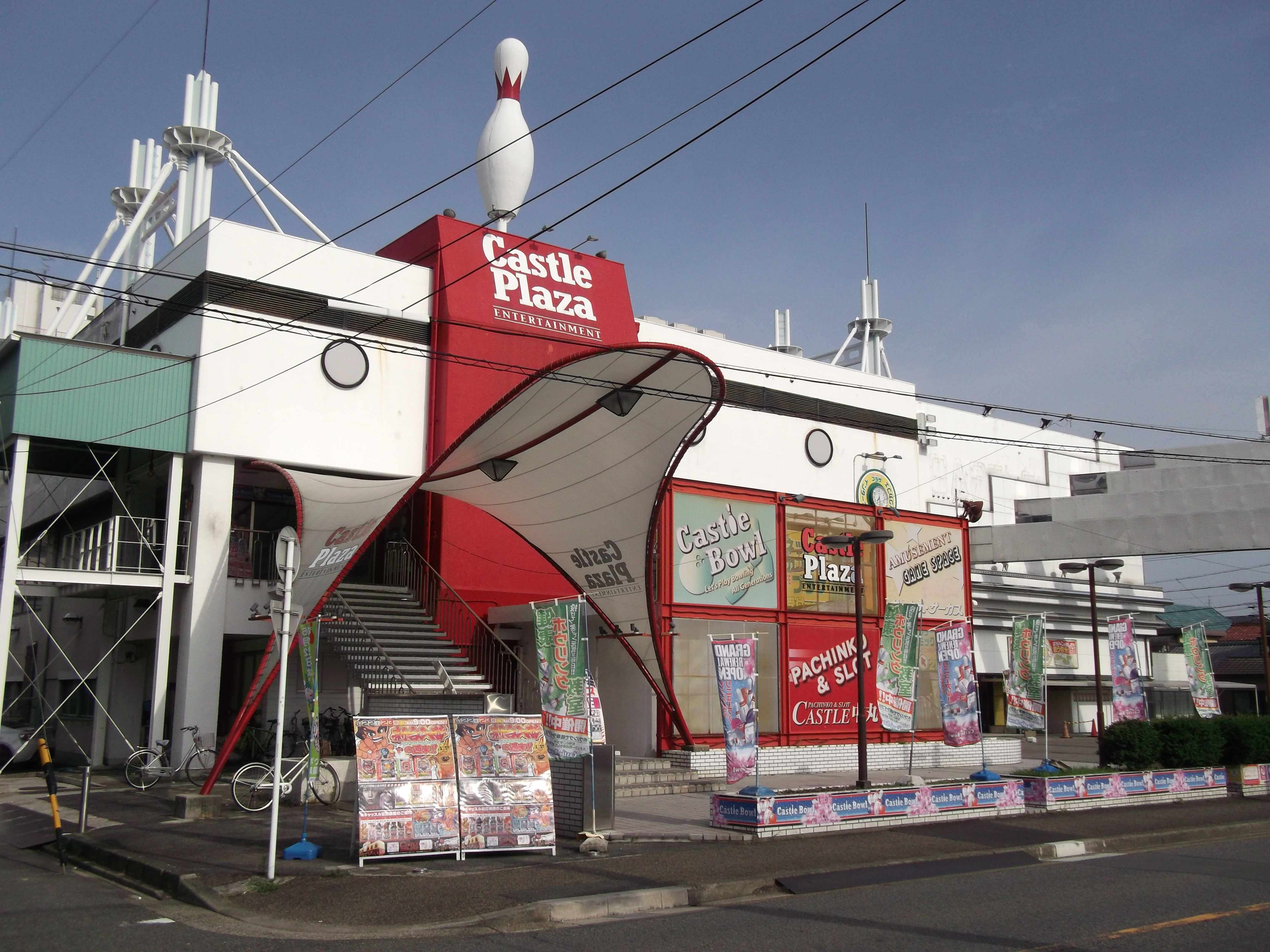
キャッスルボウル
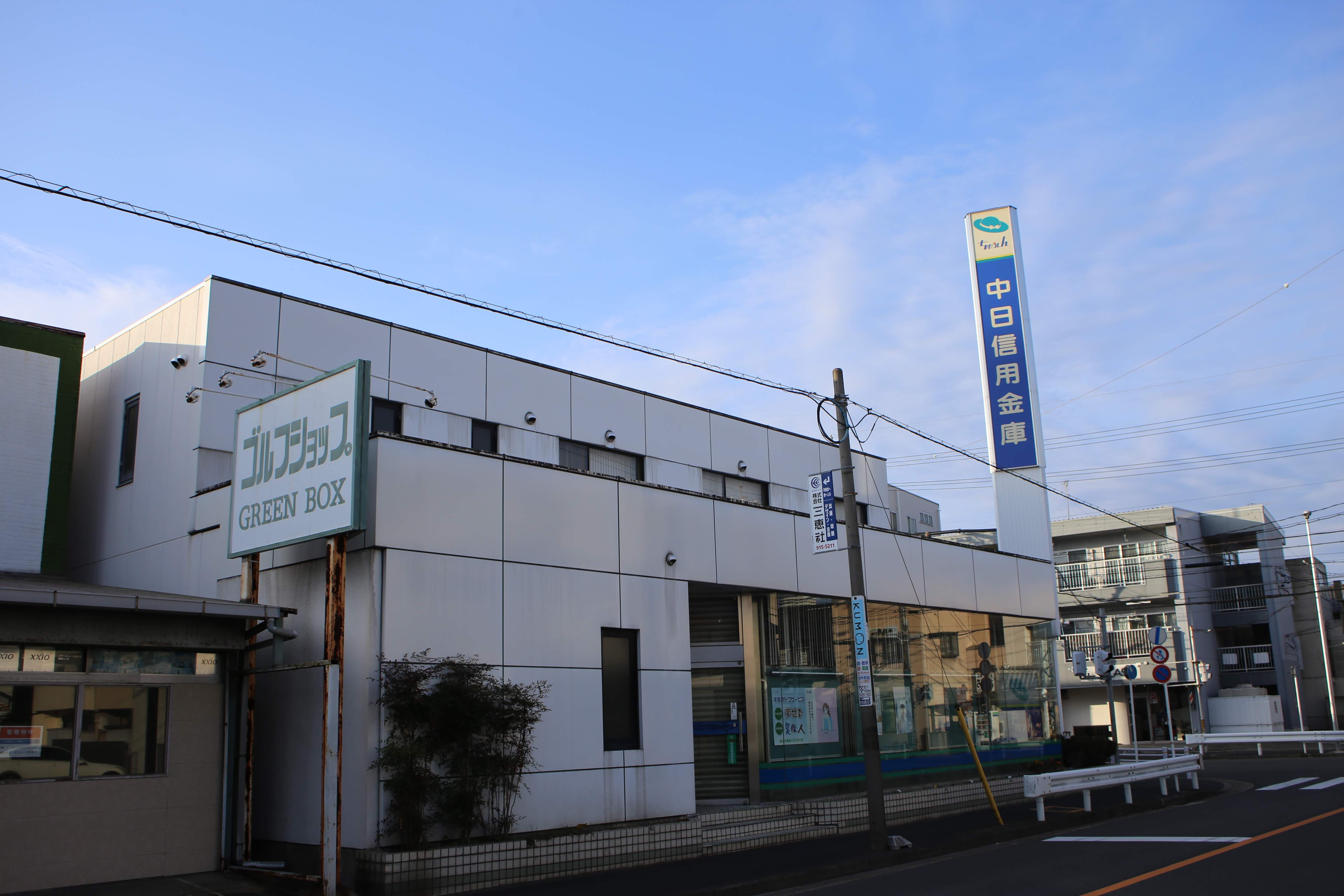
中日信用金庫光城支店
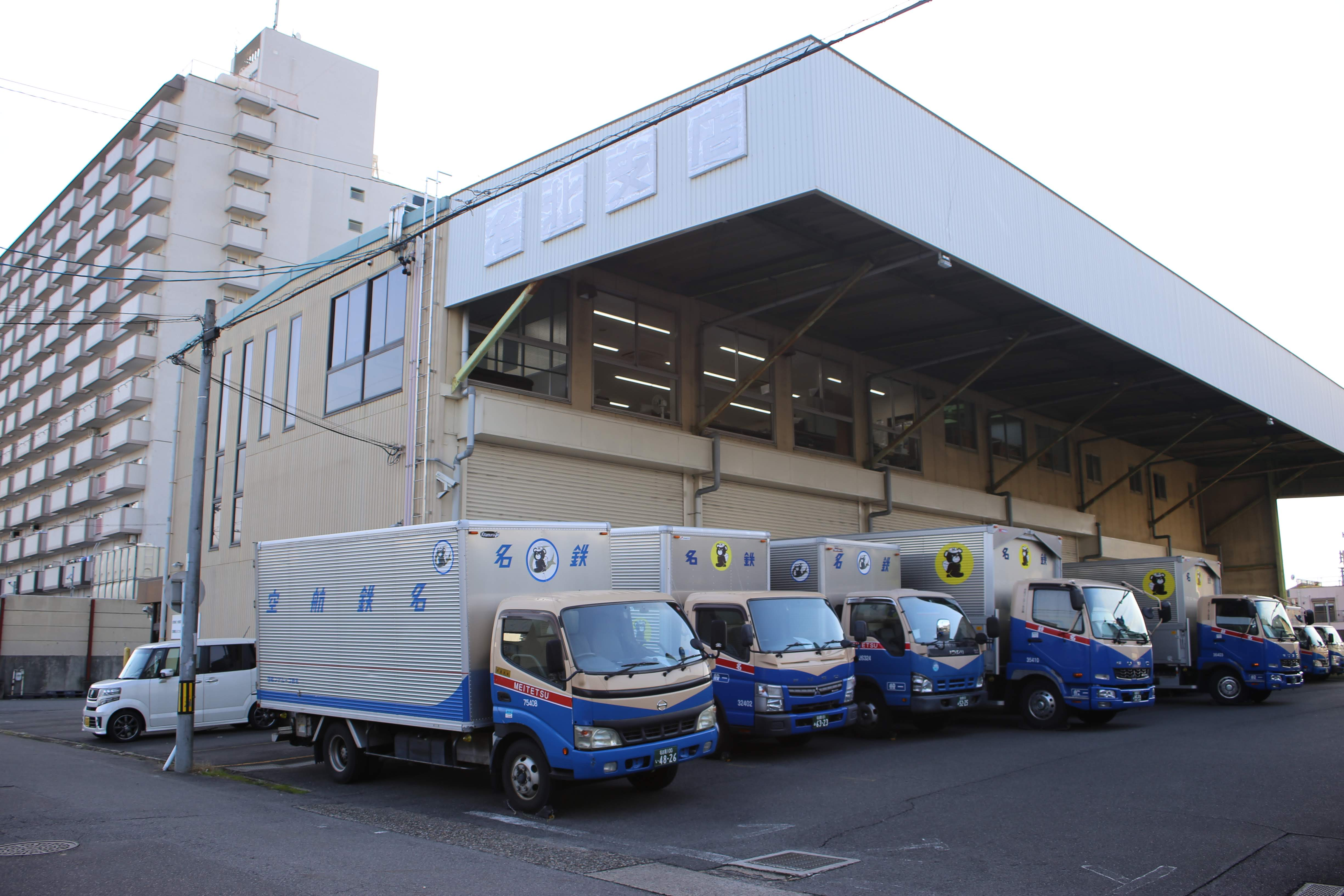
名鉄運輸名北支店

6. 1 2  北区制50周年記念事業実行委員会 1994, p. 462.